# Escanaba
Escabana è un comune degli Stati Uniti d'America, situato nello Stato del Michigan, nella contea di Delta. La città si trova sulla cosiddetta penisola superiore.